# Rudolf Püngeler

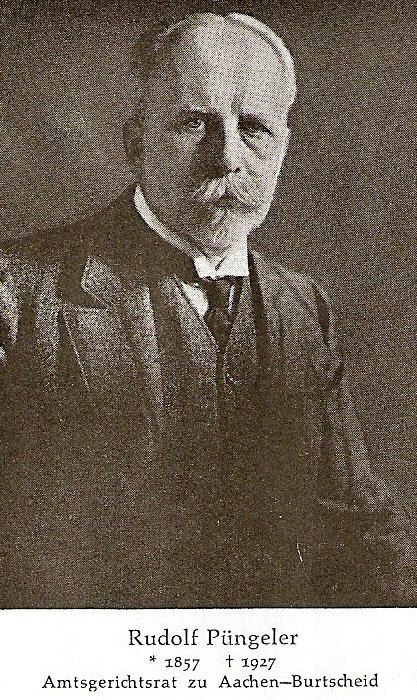
Rudolf Püngeler.

Rudolf Püngeler, född 1857 i Burtscheid, död 1927 i Aachen, var en tysk entomolog som hade specialiserat sig på ordningen fjärilar. Püngeler beskrev många arter och namngav tio släkten av nattfjärilar.